# Apristurus profundorum
Apristurus profundorum es una especie de peces de la familia Scyliorhinidae en el orden de los Carcharhiniformes.

## Morfología
Los machos pueden llegar alcanzar los 54,2 cm de longitud total.

## Reproducción
Es ovíparo.

## Distribución geográfica
Se encuentra en las  costas de los Estados Unidos, Surinam y del  Atlántico oriental (Marruecos, noroeste de África) y Mar Mediterráneo occidental.